# Cortexnecrose
Cortexnecrose is necrose (afsterven) van weefsel in de schors (cortex) van een orgaan. In het lichaam bestaan een aantal organen die een cortex hebben, waaronder de hersenen, de nieren, en de bijnieren.
Meestal wordt echter bedoeld nierschorsnecrose. Dit is een zeldzame ziekte die vaak een reden is voor kunstnierbehandeling.